# Đại hội Thể thao Đông Nam Á 1987
Đại hội Thể thao Đông Nam Á 1987 (tiếng Indonesia: Pesta Olahraga Asia Tenggara 1987), chính thức được gọi là Đại hội Thể thao Đông Nam Á lần thứ 14, là một sự kiện thể thao đa môn được tổ chức tại Jakarta, Indonesia từ ngày 9 đến ngày 20 tháng 9 năm 1987, với 30 môn được đưa vào chương trình thi đấu.
Đây là lần thứ hai Indonesia đăng cai Đại hội SEA Games, lần đầu tiên là vào năm 1979. Đại hội được khai mạc và bế mạc bởi Tổng thống Suharto tại Sân vận động Gelora Senayan. Indonesia – nước chủ nhà của kỳ đại hội – đứng đầu bảng tổng sắp huy chương, trong khi Thái Lan và Philippines lần lượt giữ các vị trí thứ hai và ba.

## Quốc gia tham dự
- Brunei
- Miến Điện
- Campuchia
- Indonesia (Chủ nhà)
- Malaysia
- Philippines
- Singapore
- Thái Lan

## Bảng tổng sắp huy chương
Tổng cộng có 1.142 huy chương đã được trao cho các vận động viên, bao gồm 373 huy chương Vàng, 371 huy chương Bạc và 398 huy chương Đồng. Indonesia – nước chủ nhà – đã có màn thể hiện tốt nhất từ trước đến nay và giành ngôi nhất toàn đoàn tại kỳ đại hội này.
| Hạng               | Đoàn               | Vàng | Bạc | Đồng | Tổng số |
| ------------------ | ------------------ | ---- | --- | ---- | ------- |
| 1                  | Indonesia (INA)    | 183  | 136 | 84   | 403     |
| 2                  | Thái Lan (THA)     | 63   | 57  | 67   | 187     |
| 3                  | Philippines (PHI)  | 59   | 78  | 69   | 206     |
| 4                  | Malaysia (MAS)     | 35   | 41  | 67   | 143     |
| 5                  | Singapore (SIN)    | 19   | 38  | 64   | 121     |
| 6                  | Miến Điện (BIR)    | 13   | 15  | 21   | 49      |
| 7                  | Brunei (BRU)       | 1    | 5   | 17   | 23      |
| 8                  | Campuchia (CAM)    | 0    | 1   | 9    | 10      |
| Tổng số (8 đơn vị) | Tổng số (8 đơn vị) | 373  | 371 | 398  | 1142    |

## Môn thể thao
- Thể thao dưới nước  (chi tiết)

- Bắn cung  (chi tiết)

- Điền kinh  (chi tiết)

- Cầu lông  (chi tiết)

- Bóng rổ  (chi tiết)

- Bi-a và snooker  (chi tiết)

- Thể hình  (chi tiết)

- Bowling  (chi tiết)

- Quyền Anh  (chi tiết)

- Canoeing  (chi tiết)

- Xe đạp  (chi tiết)

- Đấu kiếm  (chi tiết)

- Bóng đá  (chi tiết)

- Golf  (chi tiết)

- Thể dục dụng cụ  (chi tiết)

- Khúc côn cầu  (chi tiết)

- Judo  (chi tiết)

- Karate  (chi tiết)

- Pencak silat  (chi tiết)

- Thuyền buồm  (chi tiết)

- Cầu mây  (chi tiết)

- Bắn súng  (chi tiết)

- Bóng mềm  (chi tiết)

- Bóng bàn  (chi tiết)

- Taekwondo  (chi tiết)

- Quần vợt  (chi tiết)

- Bóng chuyền  (chi tiết)

- Lướt ván nước  (chi tiết)

- Cử tạ  (chi tiết)

- Vật  (chi tiết)